# Икономически и социални алтернативи (списание)
„Икономически и социални алтернативи“ е българско научно списание, издание на Университета за национално и световно стопанство.

## Профил
Списанието прави публично достояние част от най-добрите теоретични, методически и приложни изследвания на преподавателите и докторантите от УНСС, както и от други български и чуждестранни университети и научни организации. На страниците на списанието се поместват материали които осветляват и предлагат решения на важни проблеми на икономическата и социалната практика от позицията на съвременните научни постижения; обогатяват дискусиите по най-новите икономически теории, подходи и методи и предлагат алтернативни решения; разглеждат проблемите на интеграцията на българската икономика в европейското икономическо пространство; разглеждат интердисциплинни проблеми като икономика и управление, социология и икономика, право и икономика, технология и икономика и др.

## Редакция
Главен редактор на списанието е проф. д.ик.н. Иван Георгиев. Редакционна колегия е съставена от видни професори от УНСС и БАН, измежду които проф. д.ик.н. Иван Георгиев (УНСС) – председател, проф. д-р Благой Колев (УНСС), проф. д-р Искра Белева (Институт за икономически изследвания на БАН), проф. д-р Христина Балабанова (УНСС), проф. д-р Христо Христов (УНСС). Научен секретар е доц. д-р Ваня Лазарова.
Адресът на редакцията е: София 1700, Студентски град „Христо Ботев“, УНСС, кабинет 3046 Архив на оригинала от 2016-06-02 в Wayback Machine..